# ميل ألين
ميل ألين (بالإنجليزية: Mel Allen) هو مذيع ومعلق رياضي وصحفي أمريكي، ولد في 14 فبراير 1913 في برمنغهام في الولايات المتحدة، وتوفي في 16 يونيو 1996 في غرينيتش في الولايات المتحدة.

## وصلات خارجية
- ميل ألين على موقع جمعية أبحاث البيسبول الأمريكية (الإنجليزية)
- ميل ألين على موقع قاعة ألاباما للمشاهير الرياضية (مؤرشف) (الإنجليزية)
- ميل ألين على موقع IMDb (الإنجليزية)
- ميل ألين على موقع الموسوعة البريطانية (الإنجليزية)
- ميل ألين على موقع ألو سيني (الفرنسية)
- ميل ألين على موقع ميوزك برينز (الإنجليزية)
- ميل ألين على موقع قاعدة بيانات الأفلام السويدية (السويدية)
- ميل ألين على موقع إن إن دي بي (الإنجليزية)
- ميل ألين على موقع قاعدة بيانات الفيلم (الإنجليزية)
- ميل ألين على موقع كينوبويسك (الروسية)